# Combo (jeu vidéo)
Pour les articles homonymes, voir Combo.
 (décembre 2014).
Si vous disposez d'ouvrages ou d'articles de référence ou si vous connaissez des sites web de qualité traitant du thème abordé ici, merci de compléter l'article en donnant les références utiles à sa vérifiabilité et en les liant à la section « Notes et références ».
Un combo est, dans les jeux vidéo, un enchaînement d'actions qui se différencie d'une simple série d'actions par le timing et le choix des éléments de l'enchaînement,.
Ainsi, dans un jeu de combat, il s'agit de placer une série de coups à l'adversaire qui, si elle est correctement exécutée, ne pourra pas être interrompue. Le combo est caractérisé par le nombre de coups, et éventuellement par le total de dégâts infligé à l'adversaire (par exemple, le message « 3 Hits Combo, Damage 18% » apparaît à l'écran après la réussite d'un combo de trois coups).
On parle aussi de juggle lorsque l'enchaînement (combo) a la particularité de toucher à la volée un adversaire déjà projeté après une attaque l'ayant atteint. Le joueur peut alors, si son timing est correct, enchaîner plusieurs combos, augmentant le nombre de hits effectués.
Les systèmes de combos peuvent grandement contribuer à la longévité et la popularité d'un jeu vidéo. Ainsi, les joueurs cherchent les meilleurs combos possibles avec les différents personnages : les plus dévastateurs en termes de dégâts infligés, les plus simples à utiliser en combat, les plus plaisants visuellement ou encore les plus originaux. Un jeu emblématique de cette frénésie du joueur est Killer Instinct.
Dans un jeu de puzzle comme Columns ou Tetris, il est possible de poser les pièces en prévoyant un combo déclenché plus tard. Le combo est ici une réaction en chaîne, et sera caractérisé par le nombre de points engrangés (souvent avec des coefficients multiplicateurs, un « combo de 8 » rapportant plus que deux « combo de 4 »).